# Самуил
Самуи́л (ивр. שְׁמוּאֵל‎, Шмуэ́ль, «услышал Бог», «выпрошенный у Бога», «имя Божье») — библейский пророк, последний из судей израильских, помазал на царство первого из царей Израиля, Саула. Называется знаменитейшим из судей.

## Биография
Жизнь Самуила главным образом описана в Первой книге Царств (в еврейской традиции — Первая книга Самуила).
Родители Самуила — левит Елкана из удела колена Ефремова, и Анна. Анна долго была бесплодной, переносила много обид от второй жены своего мужа, и очень скорбела. Во время одного из ежегодных посещений Скинии в Силоме Анна молила Бога сжалиться над её печалью и дать ей дитя мужского пола, и дала обет посвятить своего первенца на служение Богу и сделать его назореем. Илий, первосвященник и судья Израилев, принял её горячую молитву за опьянение. Узнав о горе Анны, Илий благословил её от лица Бога. Вернувшись домой, Анна зачала сына от мужа своего и назвала его Самуил (ивр. שְׁמוּאֵל‎, Шмуэ́ль), потому что «от Господа [Бога Саваофа] я испросила его» (1Цар. 1:20). Толкования имени Самуила по этому стиху — «услышал Бог», «выпрошенный у Бога»; также существует толкование «имя Божье». Во исполнение обета, как только Анна отняла его от груди, она привезла его в святилище в Силом, где он и провёл всю свою молодость. История чудесного рождения Самуила от страдавшей длительным бесплодием матери характерна для Библии (ср. истории Сарры, Ревекки, Рахили).
Самуил воспитывался при Скинии в самое тяжёлое и смутное время в жизни израильтян. Он явился преобразователем своего народа. При слабом первосвященнике и Судье И́лии (Эли) моральное состояние до крайности пало; народу пришлось перенести жесточайшее поражение со стороны филистимлян, которые в результате захватили величайшую святыню — Ковчег Завета.
Созвав народ в Массифе (Мицпа) на торжественное покаяние, Самуил настолько поднял его дух, что филистимское иго было свергнуто; началось всеобщее и быстрое возрождение, которому особенно много содействовали основанные Самуилом «пророческие сонмы» или «пророческие школы» — своего рода религиозно-нравственные братства или общества, имевшие задачей пробуждать в народе дух патриотизма и распространять просвещение.
Самуил мудро правил народом в качестве верховного судьи до преклонных лет и высоко поднял его благосостояние. Не таковы были его сыновья (можно говорить о странной иронии судьбы, что Самуила в этом отношении постигла участь Илия), вследствие чего народ, не доверившись и отвергнув Бога, как своего прямого Правителя и Царя, опасаясь, чтобы после смерти Самуила не водворилось прежнее бесправие и анархия, стал просить его, чтобы он поставил над ними царя из людей.

7 И сказал Господь Самуилу: послушай голоса народа во всём, что они говорят тебе; ибо не тебя они отвергли, но отвергли Меня, чтоб Я не царствовал над ними; 8 как они поступали с того дня, в который Я вывел их из Египта, и до сего дня, оставляли Меня и служили иным богам, так поступают они с тобою; 9 итак послушай голоса их; только представь им и объяви им права царя, который будет царствовать над ними. 10 И пересказал Самуил все слова Господа народу, просящему у него царя, 11 и сказал: вот какие будут права царя, который будет царствовать над вами: сыновей ваших он возьмёт и приставит их к колесницам своим и [сделает] всадниками своими, и будут они бегать пред колесницами его; 12 и поставит [их] у себя тысяченачальниками и пятидесятниками, и чтобы они возделывали поля его, и жали хлеб его, и делали ему воинское оружие и колесничный прибор его; 13 и дочерей ваших возьмёт, чтоб они составляли масти, варили кушанье и пекли хлебы; 14 и поля ваши и виноградные и масличные сады ваши лучшие возьмёт, и отдаст слугам своим; 15 и от посевов ваших и из виноградных садов ваших возьмёт десятую часть и отдаст евнухам своим и слугам своим; 16 и рабов ваших и рабынь ваших, и юношей ваших лучших, и ослов ваших возьмёт и употребит на свои дела; 17 от мелкого скота вашего возьмёт десятую часть, и сами вы будете ему рабами; 18 и восстенаете тогда от царя вашего, которого вы избрали себе; и не будет Господь отвечать вам тогда.
— 1Цар. 8:7-18
Самуил предостерегал народ от опасностей деспотизма, обычного при монархическом режиме, но народ, утомлённый безначалием, готов был идти навстречу даже и этим опасностям, только бы иметь твёрдую власть, и отвечал Самуилу: «нет, пусть царь будет над нами, и мы будем как прочие народы; будет судить нас царь наш, и ходить пред нами, и вести войны наши» (1Цар. 8:19-20). Тогда Самуил поставил им в цари Саула, сына Кисова. Саул своими поступками принёс Самуилу множество огорчений, так что тот вынужден был ещё при жизни Саула тайно помазать на царство другого царя, Давида. Умер Самуил на 88 году от рождения и был погребён в Раме, оплакиваемый всем народом. Жизнь его описана в первых главах первой книги Царств. Предание приписывает ему составление библейской книги Судей.

## Галерея
- Сальватор Роза, Аэндорская волшебница вызывает дух Самуила, Лувр
- Самуил помазывает Давида на царство (Парижская псалтырь)
- Nabi Samuel at night